# Neoclytus provoanus
Neoclytus provoanus är en skalbaggsart som beskrevs av Thomas Casey 1924. Neoclytus provoanus ingår i släktet Neoclytus och familjen långhorningar. Inga underarter finns listade i Catalogue of Life.